# Andrea Dandolo
Andrea Dandolo (1306 - 7 september 1354) was de 52ste doge van Venetië.

## Biografie
Dandolo kwam uit een familie die van de 12e tot de 14e eeuw een belangrijke rol speelde in de Venetiaanse politiek. Hij studeerde aan de Universiteit van Padua en werd er hoogleraar in de rechten. In 1331 werd hij procurator van de basiliek van San Marco. Later werd hij Podestà van Triëst. In 1343 werd hij verkozen tot doge van Venetië.
Dandolo hervormde de Venetiaanse wet en schreef twee kronieken over de geschiedenis van de republiek. Hij was bevriend met Francesco Petrarca, die hem beschreef als "een rechtvaardig mens, integer, vol van loyaliteit en liefde voor zijn land, welsprekend, wijs, minzaam en menselijk" 
Op 25 januari 1348 vond een grote aardbeving plaats in de regio, waarbij honderden gewonden vielen en gebouwen werden vernield. De aardbeving werd in zijn tijd gezien als oorzaak van de Zwarte Dood, die tot 1351 Europa teisterde.
Tijdens zijn bewind speelde ook de zevende opstand van de bevolking van Zadar tegen de Republiek Venetië. Zadar en Genua vormden een machtige vloot die vanaf de Adriatische Zee de Venetiaanse gebieden bedreigden. De tegenstanders werden in 1353 in een zeeslag verslagen.
Dandolo overleed in 1354, hij was de laatste doge die in de San Marco-basiliek werd begraven.